# Кохінхінська водяна агама
Кохінхінська водяна агама (Physignathus cocincinus) — представник роду водяних ящірок з родини Агамових. Інші назви зелена водяна агама та китайський водяний дракон.

## Опис
Загальна довжина сягає від 90 см до 1 м, з яких більшу частину займає хвіст. Спостерігається статевий диморфізм — самці значно більше самиць. Колір шкіри зелений, горло і підборіддя білі, з блакитним відтінком. На хвості є чорні поперечні смуги. Від потилиці до основи хвоста тягнеться гребінець. Особливо гарно розвинутий у самців. Хвіст плаский, стиснутий з боків, нагадує весло. Голова, кінцівки досить потужні й міцні.

## Спосіб життя
Мешкає у тропічних лісах. Веде напівдеревний спосіб життя, добре плаває, рятується від ворогів, стрибаючи з гілок у повітря. Це швидка та моторна тварина. Часто можна зустріти у воді. Живе невеликими групами — 1 самець до 3 самиці. Активні вдень. Харчується комахами, безхребетними, гризунами, рибою, птахами, овочами.
Це яйцекладна ящірка. Парування триває з грудня по березень. Кількість яєць в кладці від 6 до 20 штук. Через 59—75 днів з'являються молоді агами довжиною до 15 см.
Тривалість життя 12 років.

## Розповсюдження
Мешкає у Таїланді, М'янмі, Камбоджі, В'єтнамі, на півдні Китаю.